# Alfred Maurstad
Alfred Maurstad (Maurstad i Vågsøy, 26 luglio 1896 – Oslo, 5 settembre 1957) è stato un attore, musicista e regista norvegese.

## Biografia
Alfred Maurstad ha frequentato una scuola per sottoufficiali a Bergen; è poi stato attivo nel commercio librario. Già dagli anni giovanili ha preso parte come comparsa nel teatro Den Nationale Scene di Bergen, ed ha operato come violinista e suonatore di hardingfele in vari eventi e concerti nel Nordfjord, durante i quali sono state realizzate diverse incisioni di melodie e canti popolari norvegesi.
È stato uno dei primi virtuosi di hardingfele ad essere attivo in programmi radiofonici negli anni venti. In seguito è stato, insieme a Sigbjørn Bernhoft Osa, un elemento del trio di hardingfele (Hardingfeletrioen) fondato da Eivind Groven nel 1932. Il trio ha partecipato a diversi programmi radiofonici degli anni trenta dedicati alla musica popolare. In ambito musicale Maurstad ha acquisito amplia notorietà nel suo paese grazie alla sua interpretazione del noto brano Fanitullen di Johan Halvorsen e alla collaborazione col violinista, compositore e direttore d'orchestra Olav Moe, originario di Valdres. Notevole è stata anche la sua interpretazione, come solista o in orchestra, della suite orchestrale Fossegrimen, concepita originariamente da Sigurd Eldegard come una pièce teatrale.
Maurstad ha debuttato come attore nel 1920 al Det Norske Teatret ed è stato attivo fino al 1931 al Teatro Nazionale di Oslo. Dal 1945 al 1950 è stato direttore del Trøndelag Teater, dove si è distinto in particolare per la sua interpretazione del ruolo principale nel Peer Gynt di Henrik Ibsen e nel Driftekaren di Hans Ernst Kinck.
In campo cinematografico ha ricoperto l'innovativo ruolo di Gjest Bårdsen nel film omonimo, ed importanti ruoli nei film Fant e Tørres Snørtevold.
Albert Maurstad trascorreva il suo tempo privo di impegni presso la tenuta nel suo luogo natale Maurstad, poi rilevata dal figlio Toralv Maurstad.
È stato sposato in prime nozze con l'attrice Tordis Maurstad, e successivamente con Gro Maurstad. Alfred è stato il padre anche dell'attrice Tori Maurstad.
Nel 1957 è stato insignito del titolo di Commendatore dell'Ordine reale norvegese di Sant'Olav. Nel 1977 nel Parco Maurstad del suo luogo natale è stato inaugurato un monumento in sua memoria, opera di Arnold Haukeland.

## Filmografia

### Attore
- Brudeferden i Hardanger, regia di Rasmus Breistein (1926)
- Fantegutten, regia di Leif Sinding (1932)
- Liv, regia di Rasmus Breistein (1934)
- Samhold må til, regia di Olav Dalgard (1935)
- Fant, regia di Tancred Ibsen (1937)
- Styrman Karlssons flammor, regia di Gustaf Edgren (1938)
- Vingar kring fyren, regia di Ragnar Hylltén-Cavallius (1938)
- Gjest Baardsen, regia di Tancred Ibsen (1939)
- Tørres Snørtevold, regia di Tancred Ibsen (1940)
- Bastard, regia di Helge Lunde e Gösta Stevens (1940)
- Hansen og Hansen, regia di Alfred Maurstad (1941)
- Trysil-Knut, regia di Rasmus Breistein (1942)
- Jørund Smed, regia di Åke Ohberg (1948)
- Ukjent mann, regia di Astrid Henning-Jensen (1951)
- La valle delle aquile (Valley of Eagles), regia di Terence Young (1951)
- Ut av mørket, regia di Arild Brinchman (1958)
- Laila la figlia della tempesta (Laila), regia di Rolf Husberg (1958)
- Det store varpet, regia di Nils R. Müller (1960)

### Regista
- En herre med bart (1942)
- Hansen og Hansen (1942)

### Sceneggiatore
- Samhold må til, regia di Olav Dalgard (1935)
- Hansen og Hansen, regia di Alfred Maurstad (1942)

## Discografia
- Innspelingar frå 1927 til 1962, (2 cd) (Aksent, 2018)[1].

## Premi (parziale)
Premio Aamot-statuetten (1955).